# La Isla Bonita
La Isla Bonita (rom. „Insula frumoasǎ”) este un cântec interpretat de cântăreața americană Madonna. A fost al cincilea și ultimul single de pe al treilea ei album de studio, True Blue, fiind lansat pe 10 februarie 1987 de Sire Records. „La Isla Bonita” a fost prima piesă a Madonnei care a inclus influențe spaniole, precum tobe cubaneze, chitare spaniole și castaniete. Versurile povestesc despre o „insulă frumoasâ”, fiind un tribut adus oamenilor cu sânge latin, potrivit Madonnei.
„La Isla Bonita” a obținut succes internațional, atingând poziția maximă în clasamentele din Regatul Unit, Germania, Franța și Belgia, atingând locul 4 în Billboard Hot 100. Cântecul e unul din cele mai des interpretate cântece de Madonna, fiind incluse în cinci din cele opt turneele ale sale, inclusiv Drowned World (2001), precum și la concertul de caritate Live Earth (2008). Piesa a fost preluată de mai mulți cântăreți, inclusiv artista franțuzoaică Alizée pentru albumul ei din 2007, Psychédélices.

## Compunerea și inspirația

Madonna în videoclipului La Isla Bonita (1987). Melodia și videoclipul au fost primele lansate de artistă care au incorporat tema latino-americană, o temă întâlnită des de-a lungul carierei acesteia.

„La Isla Bonita” a fost compusă de Patrick Leonard și Bruce Gaitsch, ca o deplângere a orașului mitic spaniol, San Pedro. Acesta i-a fost oferit lui Michael Jackson pentru albumul Bad, care, potrivit lui Gaitsch, a refuzat-o.

## Recepția

### Recenzii
Scriitoarea americană Camille Paglia a descris cântecul ca fiind unul din cântecele perfecte ale Madonnei, apreciindu-i trăirile interioare.

### Performanța în topuri
Discul single este cel mai bine vândut single al Madonnei în Franța, înregistrând peste 771.000 de exemplare vândute.

### Certificate
| Țara   | Certificat |
| ------ | ---------- |
| Franța | Aur        |

## Premii și recunoașteri
| Anul | Ceremonia         | Premiul                            | Rezultatul |
| ---- | ----------------- | ---------------------------------- | ---------- |
| 2005 | AssociatedContent | Top 500 Songs of the 1980s         | Locul 234  |
| 2009 | Evenimentul Zilei | Cele mai bune melodii ale Madonnei | Locul 3    |

## Videoclipul
Videoclipul conține o apariție cameo a actorului Benicio del Toro.
Videoclipul muzical al melodiei a fost filmat în ianuarie 1987 în Los Angeles și regizat de Mary Lambert. Videoclipul prezintă două încarnări diferite ale Madonnei. Într-una, cântăreața este înfățișată ca o dansatoare de flamenco. În cealaltă, Madonna are părul scurt, se uită pe fereastră la latino-americanii care petrec pe stradă și se roagă. În scena finală a videoclipului, cântăreața merge pe stradă purtând o rochie roșie și dansează.